# Bojan Krkić
Bojan Krkić Pérez (Servisch: Бојан Кркић Перез) (Linyola, 28 augustus 1990) is een Spaans voormalig voetballer en huidig voetbalbestuurder die doorgaans als aanvaller speelde.  
Krkić komt uit La Masia, de jeugdopleiding van FC Barcelona, waar hij op 17-jarige leeftijd en 19 dagen zijn debuut maakte. Hij verbrak daarmee het record van zijn vierdegraads neef Lionel Messi. In zijn debuutseizoen scoorde Krkić 12 doelpunten in 48 wedstrijden. Hij speelde vier seizoenen voor de Catalanen en maakte daarbij 41 doelpunten in 162 wedstrijden.
In juli 2011 maakte hij de overstap naar het Italiaanse AS Roma, even later werd hij vervolgens uitgeleend aan AC Milan voordat hij terugkeerde naar FC Barcelona. Daarna werd hij uitgeleend aan Ajax, waarmee hij de Eredivisie won. In juli 2014 nam hij definitief afscheid van FC Barcelona en tekende hij een contract bij Stoke City. Vervolgens werd hij uitgeleend aan het Duitse FSV Mainz 04 en het Spaanse Deportivo Alavés.
Na deze uitleenperiodes speelde Bojan één seizoen voor de Canadese club Montreal Impact. Zijn laatste club was Vissel Kobe, waar hij twee seizoenen speelde samen met zijn voormalige ploeggenoot en vriend, Andrés Iniesta.
In maart 2023 kondigde Krkić zijn voetbalpensioen aan tijdens een persconferentie in het Auditorium 1899 van FC Barcelona.

## Clubcarrière

### FC Barcelona
Krkić is een zoon van een Servische vader en een Spaanse moeder. Hij begon aan seizoen 2005/2006 als speler van de Cadete B, het elftal voor veertienjarigen, van FC Barcelona. In hetzelfde seizoen speelde hij ook voor de Cadete A, de Juvenil B en de Juvenil A, het hoogste jeugdelftal van de club. Met de Juvenil A won hij samen met onder andere Giovani Dos Santos zowel de Copa del Rey Juvenil als het kampioenschap in de División de Honor. In de voorbereiding van het seizoen 2006/2007 speelde Krkić mee met Barça B en in november 2006 maakte hij zijn debuut voor het tweede elftal van FC Barcelona in de Segunda División B, tegen SD Huesca. Zijn eerste doelpunt volgde een week later tegen Benidorm CD. Ondanks zijn jonge leeftijd groeide Krkić uit tot een vaste waarde voor Barça B. Uiteindelijk zou hij in de jeugd van Barcelona – vanaf de Benjamín A tot Barça B – ruim 800 doelpunten maken, met een gemiddelde van ongeveer 3,5 treffer per wedstrijd.
Op 23 april 2007 debuteerde Krkić op zestienjarige leeftijd in het eerste elftal van Barcelona. In een vriendschappelijke wedstrijd bij Al-Ahly (0-4) ter gelegenheid van het honderdjarige bestaan van de Egyptische club, startte de aanvaller in de basis. Na 26 minuten scoorde hij op aangeven van Javier Saviola. Eén keer in de geschiedenis van FC Barcelona was er een debutant jonger dan hij die bij zijn debuut wist te scoren. In 1912 maakte Paulino Alcántara als vijftienjarige bij zijn debuut drie doelpunten tegen Català SC. Op de lijst van jongste debutanten van FC Barcelona kwam Krkić op de vierde plaats na Alcántara (15 jaar en 4 maanden), Haruna Babangida (15 jaar en 9 maanden) en Lionel Messi (16 jaar en 4 maanden).
Krkić werd voorafgaand aan het seizoen 2007/2008 door trainer Frank Rijkaard definitief overgeheveld naar het eerste elftal. Op 16 september maakte hij zijn debuut in de Primera División. In de wedstrijd tegen CA Osasuna kwam de aanvaller tijdens de tweede helft als vervanger van Giovani Dos Santos in het veld. Enkele dagen later, op 19 september, speelde Krkić zijn eerste wedstrijd in de UEFA Champions League. In een thuiswedstrijd tegen Olympique Lyon verving hij twee minuten voor tijd Lionel Messi, waarmee de aanvaller de jongste speler van FC Barcelona in een Europese wedstrijd werd. Zijn eerste competitiegoal in het eerste elftal maakte Krkić op 20 oktober 2007 in het verloren uitduel tegen Villarreal CF. Hiermee werd hij de jongste doelpuntenmaker van FC Barcelona ooit in de Primera División, waarmee hij zijn ploeggenoot Lionel Messi afloste. Krkić kwam gedurende zijn debuutseizoen veelvuldig aan spelen toe doordat Samuel Eto'o werd geteisterd door blessures en Thierry Henry en Ronaldinho te kampen hadden met vormverlies.
Met FC Barcelona won Krkić in 2009 de Spaanse landstitel, de Copa del Rey, de UEFA Champions League, de Supercopa de España, de UEFA Super Cup en het wereldkampioenschap voor clubs. Bojan scoorde in de bekerfinale tegen Athletic de Bilbao (4-1) het derde doelpunt van Barça. Op 21 november 2009 speelde hij tegen Athletic Bilbao zijn honderdste officiële wedstrijd voor FC Barcelona.
In 2010 prolongeerde Krkić met Barça de Spaanse landstitel. Eind 2010 verlengde hij zijn contract bij de club tot de zomer van 2015. Daarbij werd een gelimiteerde afkoopsom in zijn verbintenis opgenomen van 100 miljoen euro. In 2011 won Krkić met FC Barcelona de Spaanse landstitel en de Champions League. Trainer Josep Guardiola zag het echter niet zitten in Krkić, waardoor onder zijn hoede uiteindelijk Pedro als rechterspits doorbrak.

### AS Roma
Krkić vertrok in de zomer van 2011 in het kielzog van trainer Luis Enrique van FC Barcelona naar AS Roma. Dat betaalde in eerste aanleg 12 miljoen euro voor hem. Barcelona bedong daarbij het recht om Krkić op een later moment voor 13 miljoen euro terug te mogen kopen. Roma kreeg op haar beurt het recht om een gewenste terugkoop dan weer te blokkeren door in dat geval nog eens 28 miljoen euro over te maken aan Barcelona. Op 1 oktober 2011 maakte Bojan zijn eerste goal in het shirt van zijn nieuwe club tegen Atalanta Bergamo. Dit deed hij uit een assist van Daniele De Rossi. In competitieverband kwam hij 33 keer in actie, hierin scoorde hij in totaal zeven doelpunten.

### Verhuur aan AC Milan
In augustus 2012 werd bekend dat Bojan Krkić op huurbasis ging spelen voor AC Milan. Bojan maakte zijn debuut voor AC Milan op 1 september 2012, hij kwam als wisselspeler in het veld tegen Bologna FC 1909. Op 3 november van dat jaar scoorde Bojan zijn eerste goal in een wedstrijd tegen Chievo Verona. Bojan speelde in totaal negentien wedstrijden voor AC Milan en maakte hierin in totaal drie doelpunten.

### Terugkeer bij FC Barcelona
Na afloop van het seizoen 2012/13 keerde Bojan terug naar FC Barcelona. Doordat al snel bekend werd dat er voor Bojan weinig perspectief op speelminuten was, stond zowel Bojan als FC Barcelona open voor een verhuur. Vanuit Nederland namen de Eredivisieclubs Ajax, PSV en Feyenoord contact op met de aanvaller en zijn management. Feyenoord-trainer Ronald Koeman had de speler een jaar eerder na zijn mislukte avontuur bij AS Roma al graag naar de Eredivisie gehaald.

### Verhuur aan Ajax
Krkić speelde vanaf juli 2013 op huurbasis voor Ajax. De overeenkomst gold voor een jaar, met een optie op een extra jaar.
Op 27 juli 2013 maakte Bojan zijn debuut voor Ajax (3-2 winst) in de wedstrijd om de Johan Cruijff Schaal tegen AZ. Na twee maanden blessureleed speelde Bojan op 1 december 2013 weer mee bij Ajax in de uitwedstrijd tegen ADO Den Haag (0-4 winst), hij verving in de 67e minuut Lasse Schöne en scoorde in de 90e minuut zijn eerste officiële doelpunt voor Ajax.
Krkić maakte op 8 mei 2014 bekend dat hij niet nog een seizoen uitgeleend wilde worden aan Ajax, maar zijn opties openhouden. Hij gaf aan bij Barcelona terug te willen keren om de ontwikkelingen af te wachten.

### Stoke City
Krkić tekende in juli 2014 voor vier jaar bij Stoke City. Hij maakte op 16 augustus 2014 zijn debuut in de Premier League, thuis tegen Aston Villa (1-0 verlies). Bojan kwam de hele wedstrijd in actie. In de FA Cup wedstrijd tegen Rochdale op 26 januari 2015 moest hij na een half uur het veld verlaten met een zware knieblessure. Uit medisch onderzoek bleek dat een kruisband in zijn linkerknie afgescheurd was. Krkić moest een operatie ondergaan en stond daardoor zes tot negen maanden aan de kant. Hij maakte het daaropvolgende seizoen zijn rentree voor Stoke City. Dit deed hij op 12 september 2015, in een competitiewedstrijd tegen Arsenal. Hij kwam een kwartier voor tijd in de ploeg voor Mame Biram Diouf.

### Verhuur aan Mainz en Alavés
Op 29 januari 2017 vertrok Krkić op huurbasis naar Mainz 05 voor het resterende deel van seizoen 2016/17. Op dat moment streed Mainz tegen degradatie uit de Bundesliga. Hij scoorde zijn eerste doelpunt voor Mainz in een gelijkspel tegen Bayern München, dat hem een van zeven spelers maakte die scoorde in de top 4-competities van Europa. Op 13 mei 2017 hielp Krkić Mainz te handhaven in de Bundesliga na een 4–2 overwinning op Eintracht Frankfurt.
Op 31 augustus 2017 vertrok Krkić op huurbasis voor een jaar naar Deportivo Alavés en speelde uiteindelijk veertien competitiewedstrijden in het seizoen 2017/18.
Hij keerde in de tweede helft van seizoen 2018/19 terug bij Stoke City, maar wist trainer Gary Rowett niet te overtuigen van zijn spel. Kort daarop werd trainer Rowett ontslagen en vervangen door Nathan Jones. Krkić had opnieuw moeite om te overtuigen. Hij speelde uiteindelijk drieëntwintig wedstrijden, waarin Stoke City dat seizoen als zestiende eindigde in de competitie. Op 6 augustus 2019 verliet Krkić de club.

### Montreal Impact
Op 7 augustus 2019 vertrok Krkić naar Montreal Impact en tekende een eenjarig contract.

### Vissel Kobe
In augustus 2021 maakte Vissel Kobe de komst van Krkić bekend, waar hij een contract tekende voor anderhalf jaar. In januari 2023 verliet Krkić de club, nadat zijn contract niet werd verlengd.

## Pensioen
Op 23 maart 2023 maakte Krkić in het Auditorium 1899 van FC Barcelona bekend dat hij na zestien jaar zijn voetbalcarrière had beëindigd. Zijn wens was om dit te doen op de plek waar het allemaal begon. Hij kondigde ook aan dat hij nog een interland zou spelen voor het Catalaanse elftal.

## Carrière na het voetbal
Krkić werd in augustus 2023 benoemd tot de rechterhand van Deco, de huidige directeur voetbal van FC Barcelona. Hij kreeg de taken om de doorstroom van La Masia naar het eerste elftal te ondersteunen als verhuurmanager.

## Clubstatistieken
| Seizoen         | Club                      |                    | Competitie         | Competitie | Competitie | Beker | Beker | Internationaal | Internationaal | Overig | Overig | Totaal | Totaal |
| Seizoen         | Club                      | Wed.               | Competitie         | Dlp.       | Wed.       | Dlp.  | Wed.  | Dlp.           | Wed.           | Dlp.   | Wed.   | Dlp.   |        |
| --------------- | ------------------------- | ------------------ | ------------------ | ---------- | ---------- | ----- | ----- | -------------- | -------------- | ------ | ------ | ------ | ------ |
| 2006/07         | FC Barcelona B            | Vlag van Spanje    | Segunda División B | 22         | 10         | 0     | 0     | —              | —              | —      | —      | 22     | 10     |
| 2007/08         | FC Barcelona              | Vlag van Spanje    | Primera División   | 31         | 10         | 8     | 1     | 9              | 1              | —      | —      | 48     | 12     |
| 2008/09         | FC Barcelona              | Vlag van Spanje    | Primera División   | 23         | 2          | 9     | 5     | 10             | 3              | —      | —      | 42     | 10     |
| 2009/10         | FC Barcelona              | Vlag van Spanje    | Primera División   | 23         | 8          | 4     | 2     | 7              | 1              | 2      | 1      | 36     | 12     |
| 2010/11         | FC Barcelona              | Vlag van Spanje    | Primera División   | 27         | 6          | 5     | 1     | 3              | 0              | 2      | 0      | 37     | 7      |
| 2011/12         | AS Roma                   | Vlag van Italië    | Serie A            | 33         | 7          | 2     | 0     | 2              | 0              | —      | —      | 37     | 7      |
| 2012/13         | → AC Milan (huur)         | Vlag van Italië    | Serie A            | 19         | 3          | 2     | 0     | 6              | 0              | —      | —      | 27     | 3      |
| 2013/14         | → Ajax (huur)             | Vlag van Nederland | Eredivisie         | 24         | 4          | 3     | 1     | 4              | 0              | 1      | 0      | 32     | 5      |
| 2014/15         | Stoke City                | Vlag van Engeland  | Premier League     | 16         | 4          | 2     | 1     | —              | —              | —      | —      | 18     | 5      |
| 2015/16         | Stoke City                | Vlag van Engeland  | Premier League     | 27         | 7          | 4     | 0     | —              | —              | —      | —      | 31     | 7      |
| 2016/17         | Stoke City                | Vlag van Engeland  | Premier League     | 9          | 3          | 3     | 1     | —              | —              | —      | —      | 11     | 3      |
| 2016/17         | → Mainz 05 (huur)         | Vlag van Duitsland | Bundesliga         | 11         | 1          | 0     | 0     | 0              | 0              | 0      | 0      | 11     | 1      |
| 2017/18         | Stoke City                | Vlag van Engeland  | Premier League     | 1          | 0          | 1     | 0     | 0              | 0              | 0      | 0      | 1      | 0      |
| 2017/18         | → Deportivo Alavés (huur) | Vlag van Spanje    | Primera División   | 13         | 0          | 2     | 1     | 0              | 0              | 0      | 0      | 15     | 1      |
| 2018/19         | Stoke City                | Vlag van Engeland  | Premier League     | 21         | 1          | 2     | 0     | 0              | 0              | 0      | 0      | 23     | 1      |
| 2019            | Montreal Impact           | Vlag van Canada    | MLS                | 10         | 3          | 0     | 0     | 0              | 0              | 0      | 0      | 10     | 3      |
| 2020            | Montreal Impact           | Vlag van Canada    | MLS                | 15         | 4          | 0     | 0     | 2              | 0              | 4      | 0      | 21     | 4      |
| Carrière totaal | Carrière totaal           | Carrière totaal    | Carrière totaal    | 325        | 72         | 47    | 13    | 43             | 5              | 9      | 1      | 424    | 91     |

Bijgewerkt t/m 9 juli 2021.

## Interlandcarrière

### Spanje

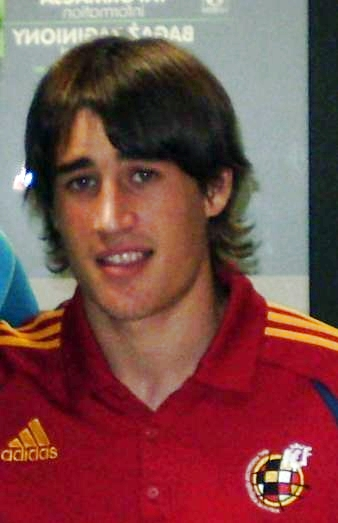
Krkić in het trainingstenue van het nationaal elftal.

In mei 2006 behaalde Krkić met Spanje de derde plaats op het Europees kampioenschap voetbal mannen onder 17 in Luxemburg. Hij werd met vijf doelpunten topscorer van het toernooi. In februari 2007 was Krkić een van de drie Spanjaarden in de Europese selectie voor de UEFA/CAF Meridian Cup, naast Aarón Ñíguez van Valencia CF en Guillem Savall van RCD Espanyol. In de eerste wedstrijd (6-1), die gespeeld werd in FC Barcelona B's thuisstadion Mini Estadi, scoorde Krkić als invaller het vijfde Europese doelpunt. In mei 2007 speelde Krkić voor de tweede keer op het EK Onder-17, ditmaal in België. Spanje won het toernooi en Krkić was basisspeler. In de halve finale, die na strafschoppen gewonnen werd van België, maakte hij zijn eerste doelpunt. De aanvaller schoot vanaf ongeveer dertig meter over de Belgische doelman Jo Coppens binnen na kort daarvoor de paal te hebben geraakt. In de penaltyserie benutte Krkić zijn strafschop. In de finale tegen Engeland (1-0) scoorde hij uit de rebound van een afgeweken schot van Francisco Mérida het winnende doelpunt.
In augustus en september 2007 nam Krkić met Spanje deel aan het WK Onder-17 in Zuid-Korea. Hij scoorde vijf keer: tweemaal tegen Honduras in de groepsfase, tweemaal tegen Noord-Korea in de achtste finale en één keer tegen Ghana in de halve finale. Zijn doelpunt tegen Ghana was het winnende, maar vlak voor tijd ontving Krkić zijn tweede gele kaart waardoor hij de finale moest missen. Zonder hem verloor Spanje de finale na strafschoppen van Nigeria.
Krkić debuteerde op 10 september 2008 voor het Spaans nationaal elftal. In de WK-kwalificatiewedstrijd tegen Armenië (4-0 winst) kwam de aanvaller na 65 minuten als vervanger van Santiago Cazorla in het veld.
Op 27 februari 2007 speelde Krkić voor het Europees voetbalelftal -18 tegen het Afrikaans jeugdelftal. Met deze selectie won hij de UEFA/CAF Meridian Cup en leverde met één doelpunt in twee interlands een bijdrage aan de overwinning. In december 2007 debuteerde Krkić in het Catalaans elftal tegen Baskenland met een doelpunt.
In juni 2011 werd Krkić met Spanje Europees kampioen op het EK onder-21.
| Interlands van Bojan Krkić  | Interlands van Bojan Krkić  | Interlands van Bojan Krkić  | Interlands van Bojan Krkić  | Interlands van Bojan Krkić  | Interlands van Bojan Krkić  | Interlands van Bojan Krkić  |
| №                           | Datum                       | Wedstrijd                   | Uitslag                     | Soort wedstrijd             | Doelpunten                  | Assists                     |
| Als speler bij FC Barcelona | Als speler bij FC Barcelona | Als speler bij FC Barcelona | Als speler bij FC Barcelona | Als speler bij FC Barcelona | Als speler bij FC Barcelona | Als speler bij FC Barcelona |
| --------------------------- | --------------------------- | --------------------------- | --------------------------- | --------------------------- | --------------------------- | --------------------------- |
| 1.                          | 10 september 2008           | Spanje – Armenië            | 4 – 0                       | Kwalificatie WK 2010        | 0                           | 0                           |

Bijgewerkt t/m 6 juli 2013

### Catalonië
Bojan maakte zijn officiële debuut voor Catalonië in een vriendschappelijke wedstrijd tegen Baskenland op 29 december 2007 in Bilbao, hij scoorde het Catalaanse doelpunt in het 1-1 gelijkspel. Een jaar later op 29 december 2008 scoorde hij opnieuw in de wedstrijd die met 2-1 werd gewonnen van Colombia evenals in de 4-2 winst tegen Argentinië op 22 december 2009. Op 29 december 2010 scoorde Bojan twee keer en leverde twee assists af in de 4-0 winst tegen Honduras.

## Erelijst
| Competitie            |              |                           |              |              |
| Competitie            | Aantal       | Jaren                     |              |              |
| FC Barcelona          | FC Barcelona | FC Barcelona              | FC Barcelona | FC Barcelona |
| --------------------- | ------------ | ------------------------- | ------------ | ------------ |
| UEFA Champions League | 2x           | 2008/09, 2010/11          |              |              |
| UEFA Super Cup        | 1x           | 2009                      |              |              |
| FIFA Club World Cup   | 1x           | 2009                      |              |              |
| Primera División      | 3x           | 2008/09, 2009/10, 2010/11 |              |              |
| Copa del Rey          | 1x           | 2008/09                   |              |              |
| Supercopa de España   | 2x           | 2009, 2010                |              |              |
| Ajax                  |              |                           |              |              |
| Eredivisie            | 1x           | 2013/14                   |              |              |
| Johan Cruijff Schaal  | 1x           | 2013                      |              |              |
| Montreal Impact       |              |                           |              |              |
| Canadian Championship | 1x           | 2019                      |              |              |
| Spanje onder 21       |              |                           |              |              |
| UEFA EK onder 21      | 1x           | 2011                      |              |              |
| Spanje onder 17       |              |                           |              |              |
| UEFA EK onder 17      | 1x           | 2007                      |              |              |
| Europa onder 18       |              |                           |              |              |
| UEFA/CAF Meridian Cup | 1x           | 2007                      |              |              |

Individueel
| Spanje                                             |    |         |
| Beste jonge voetballer Primera División            | 1x | 2007/08 |
| Gouden Bal Europees kampioenschap voetbal onder 17 | 1x | 2007    |

## Trivia
In oktober 2011 bleek uit onderzoek door de Catalaanse krant Diari Segre dat Bojan familie is van Lionel Messi, voormalig teamgenoot bij FC Barcelona. De roots van het tweetal ligt in de provincie Lleida. In 1846 trouwden Mariano Pérez Miralles en Teresa Llobera Minguet, waarna de broers Ramón en Gonçal in El Poal werden geboren. Ramón Pérez vertrok later naar Bellcaire d'Urgell, waar zijn zoon Josep werd geboren. Josep Pérez emigreerde in 1928 naar Argentinië, waar zijn dochter Rosa Maria Pérez zou trouwen met de Argentijn Eusebio Messi. Hun zoon Jorge Horacio Messi werd in 1987 vader van Lionel Messi. Ook Gonçal Pérez vertrok uit El Poal en ging in het nabijgelegen Linyola wonen. In deze plaats werden later ook Maria Lluïsa Pérez en in 1990 haar zoon Bojan geboren.